# Parafroneta marrineri
Espèce
Synonymes
- Mynoglenes marrineri Hogg, 1909

Parafroneta marrineri est une espèce d'araignées aranéomorphes de la famille des Linyphiidae.

## Distribution
Cette espèce est endémique des îles Campbell en Nouvelle-Zélande.

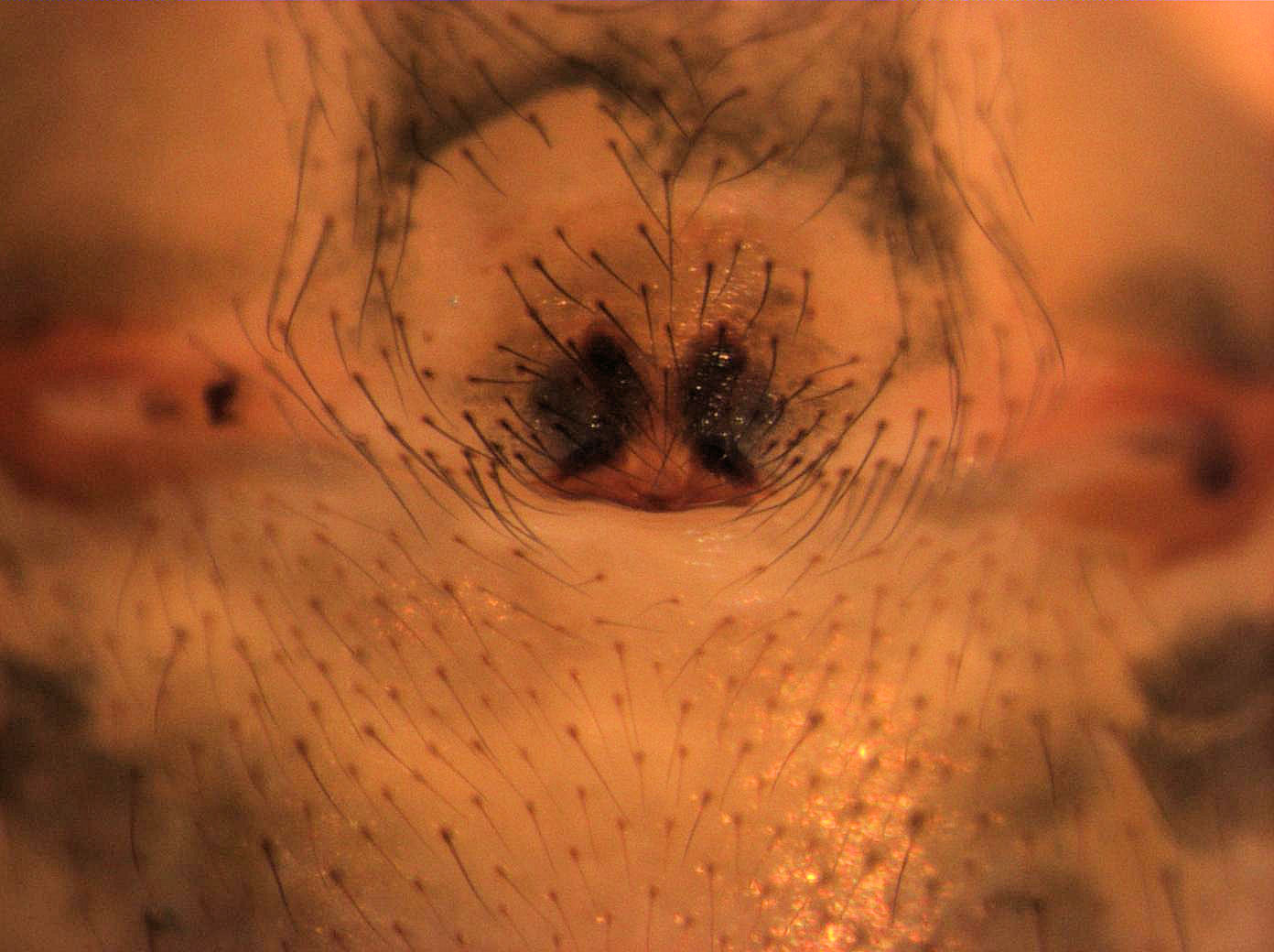
épigyne de Parafroneta marrineri

## Étymologie
Cette espèce est nommée en l'honneur de George R. Marriner  (1879-1910).

## Publication originale
- Hogg, 1909 : Spiders and Opiliones from the subantarctic islands of New Zealand. The Subantarctic islands of New Zealand. Wellington, vol. 1, p. 155-181 (texte intégral).